# Szum Perlina

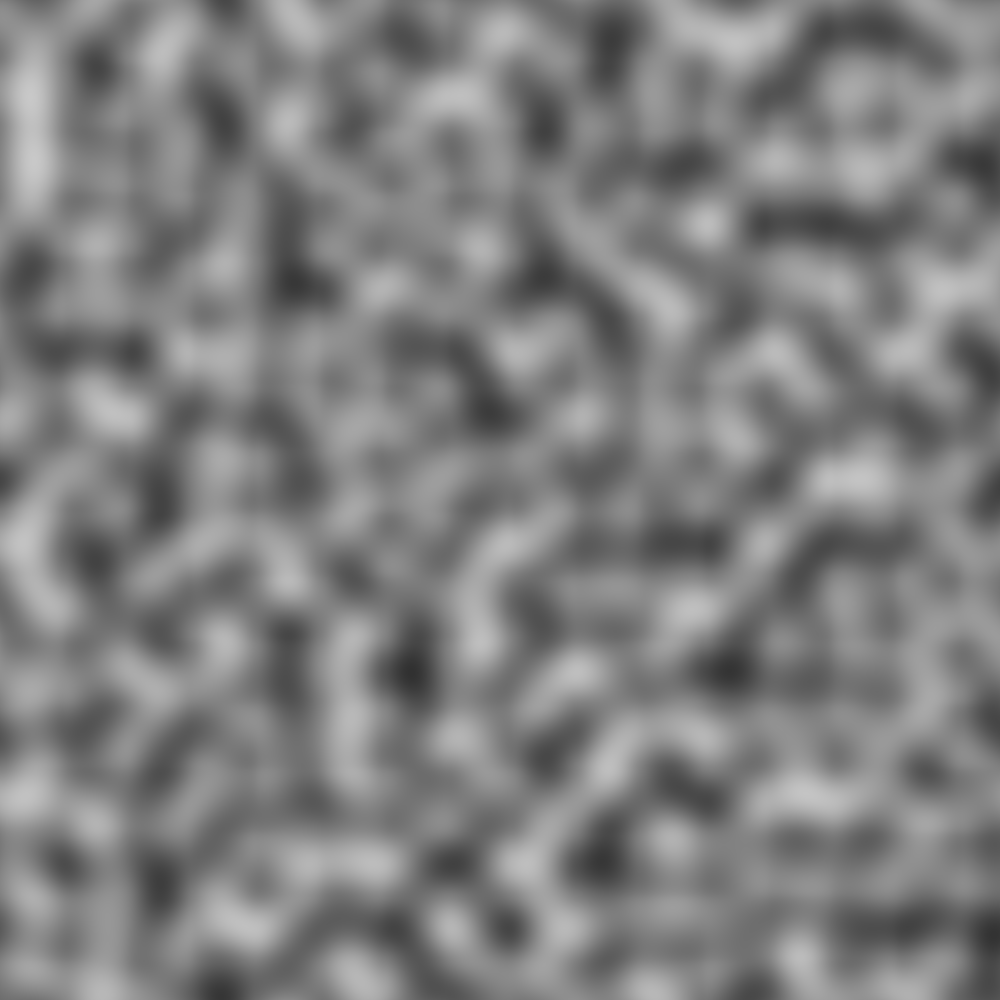
Przykład dwuwymiarowego szumu Perlina

Szum Perlina – algorytm generowania szumu gradientowego, nazwany na cześć swojego twórcy, Kena Perlina. Jest to pierwsza implementacja szumu gradientowego, a jego opis został upubliczniony w 1985 roku. Szum ten nie został opatentowany.

## Historia
Szum został stworzony w roku 1983 przez Perlina jako rezultat frustracji spowodowanej „maszyno-podobnym” wyglądem ówczesnej grafiki komputerowej oraz w czasie jego prac nad filmem Tron. Wyniki swojej pracy Perlin opublikował w 1985 roku. W 1997 roku autor algorytmu otrzymał za swoją pracę Oscara w kategorii technicznej.

## Pseudokod
Podany pseudokod jest dwuwymiarową implementacją klasycznego szumu Perlina. Jest to zmodyfikowana wersja, inna pod względem semantyki, ale o tym samym działaniu co oryginalny szum z 1985 roku.
```
 
//Interpolacja liniowa

 
function
 
lerp
(
float
 
a0
,
 
float
 
a1
,
 
float
 
w
)
 

 
{

     
return
 
(
1.0
 
-
 
w
)
*
a0
 
+
 
w
*
a1
;

 
}

 

 
// Wylicza iloczyn skalarny wektora odległości z odpowiednim wektorem gradientu

 
function
 
dotGridGradient
(
int
 
ix
,
 
int
 
iy
,
 
float
 
x
,
 
float
 
y
)
 

 
{

 

     
// Wcześniej wyliczone wektory gradientu

     
extern
 
float
 
Gradient
[
IYMAX
][
IXMAX
][
2
];

 

     
// Oblicz wektor odległości

     
float
 
dx
 
=
 
x
 
-
 
(
float
)
ix
;

     
float
 
dy
 
=
 
y
 
-
 
(
float
)
iy
;

 

     
// Oblicz iloczyn skalarny

     
return
 
(
dx
*
Gradient
[
iy
][
ix
][
0
]
 
+
 
dy
*
Gradient
[
iy
][
ix
][
1
]);

 
}

 

 
// Oblicz szum na pozycji x, y

 
function
 
perlin
(
float
 
x
,
 
float
 
y
)
 

 
{

     
int
 
x0
 
=
 
floor
(
x
);

     
int
 
x1
 
=
 
x0
 
+
 
1
;

     
int
 
y0
 
=
 
floor
(
y
);

     
int
 
y1
 
=
 
y0
 
+
 
1
;

 

     
float
 
sx
 
=
 
x
 
-
 
(
float
)
x0
;

     
float
 
sy
 
=
 
y
 
-
 
(
float
)
y0
;

 

     
float
 
n0
,
 
n1
,
 
ix0
,
 
ix1
,
 
value
;

     
n0
 
=
 
dotGridGradient
(
x0
,
 
y0
,
 
x
,
 
y
);

     
n1
 
=
 
dotGridGradient
(
x1
,
 
y0
,
 
x
,
 
y
);

     
ix0
 
=
 
lerp
(
n0
,
 
n1
,
 
sx
);

     
n0
 
=
 
dotGridGradient
(
x0
,
 
y1
,
 
x
,
 
y
);

     
n1
 
=
 
dotGridGradient
(
x1
,
 
y1
,
 
x
,
 
y
);

     
ix1
 
=
 
lerp
(
n0
,
 
n1
,
 
sx
);

     
value
 
=
 
lerp
(
ix0
,
 
ix1
,
 
sy
);

 

     
return
 
value
;

 
}

```

## Złożoność algorytmiczna
Dla {\displaystyle n} wymiarów, dla których generowany jest szum, złożoność obliczeniowa ewaluuje do {\displaystyle \mathrm {O} (2^{n})}. Istnieją alternatywy dla szumu Perlina, które generują podobne wyniki, z tą różnicą, że ich złożoność obliczeniowa jest mniejsza. Zaliczają się do nich m.in. szumy simplex czy OpenSimplex.